# Friedhelm Frontzeck
Friedhelm Frontzeck (* 15. März 1938; † 22. Februar 2024) war ein deutscher Fußballspieler. Er spielte bevorzugt auf der Position eines Mittelfeldspielers.

## Verein
Frontzeck bestritt von 1959 bis 1963 insgesamt 50 Spiele für Borussia Mönchengladbach in der damals erstklassigen Oberliga West, in denen er ein Tor erzielte. Er debütierte am 20. September 1959 beim Heimspiel gegen Rot-Weiss Essen in der Oberliga. Er bildete mit Karl-Heinz Mülhausen und Hans Göbbels die Läuferreihe der Borussia. Am Rundenende hatte Frontzeck 24 Ligaspiele für die Elf vom Bökelberg bestritten. Die beste Platzierung gelang der Elf vom Niederrhein in der Saison 1960/61 mit dem positiven Punkteverhältnis von 31:29 Punkten auf dem sechsten Rang. Es war die Ära der Serienmeisterschaft des 1. FC Köln in der Oberliga West; Frontzeck hatte 21 Spiele absolviert und ein Tor erzielt.
Sportlich herausragender war aber in der Hinrunde 1960/61 der Erfolg mit den Gladbachern im DFB-Pokal 1960. Schon der Gewinn des Finales um den Westdeutschen Pokal am 24. August 1960 in Düsseldorf mit 3:1 gegen den 1. FC Köln galt als Sensation. Frontzeck agierte dabei im damals praktizierten WM-System auf der Mittelläuferrolle und hatte es dabei erstrangig mit Torjäger Christian Müller zu tun gehabt. Es folgte das Ausschalten des damaligen Deutschen Meisters Hamburger SV im Halbfinale des DFB-Pokals am 7. September 1960. Die nicht als gleichwertiger Konkurrent wahrgenommenen Gladbacher setzten sich mit 2:0 beim HSV durch und Mittelläufer Frontzeck verhinderte, dass Torjäger Uwe Seeler ein Tor erzielte. Im Finale um den DFB-Pokal am 5. Oktober 1960 gegen den Karlsruher SC trug Frontzeck seinen Teil zum 3:2-Sieg durch die Bekämpfung des KSC-Halbstürmers Günter Herrmann bei. Dadurch war Borussia Mönchengladbach für den erstmals ausgetragenen Europapokal der Pokalsieger 1960/61 qualifiziert. Frontzeck kam in den beiden Spielen im November 1960 gegen den späteren Finalisten Glasgow Rangers (0:3, 0:8) zum Einsatz. Sein letzter Oberligaeinsatz datiert vom 14. Januar 1963, als die Borussia ein 1:1 im Spiel bei Viktoria Köln erreichte. Mitspieler waren Torhüter Manfred Orzessek und die Feldspieler Heinz Lowin, Gerd Schommen, Franz Brungs, Heinz Crawatzo, Ulrich Kohn, Herbert Laumen und Helmut Fendel. Zur Runde 1963/64 schloss er sich dem VVV-Venlo in den Niederlanden an, für den er 21-mal in der Eerste Divisie auflief.

## Familie
Friedhelm Frontzeck war der Vater des ehemaligen deutschen Fußballspielers und heutigen Trainers Michael Frontzeck.

## Erfolge
- DFB-Pokalsieger 1960